# ГЕС Yeywa
ГЕС Yeywa (Ye Ywar) — гідроелектростанція на сході М'янми. Знаходячись після ГЕС Upper Yeywa, становить нижній ступінь каскаду на річці Myitnge — великій лівій притоці Іраваді (одна з найбільших річок Південно-Східної Азії, що впадає кількома рукавами до Андаманського моря та Бенгальської затоки).
У межах проекту річку перекрили греблею із ущільненого котком бетону висотою 134 метра та довжиною 690 метрів, яка потребувала 2,8 млн м3 матеріалу. На час будівництва воду відвели за допомогою двох тунелів довжиною 0,45 км та 0,5 км з діаметром 10 метрів. Гребля утримує витягнуте на 75 км водосховище з площею поверхні 59 км2 та об'ємом 2,6 млрд м3 (корисний об'єм 1,6 млрд м3), в якому припустиме коливання рівня у операційному режимі між позначками 150 та 185 метрів НРМ.
Через водоводи з діаметрами 6,7 метра ресурс подається до пригреблевого машинного залу, де встановлено чотири турбіни типу Френсіс потужністю по 197,5 МВт. Вони використовують напір у 91 метр та забезпечують виробництво 3550 млн кВт-год електроенергії на рік.
Видача продукції відбувається по ЛЕП, розрахованій на роботу під напругою 230 кВ.